# Granatiglio
Il granatiglio è un legno pregiato, molto duro, di colore rossiccio, fornito da Brya ebenus. Viene utilizzato generalmente per la produzione di mobili di lusso e strumenti musicali. Comunemente è detto anche "Ebano della Giamaica".